# Christopher Lee
Christopher Frank Carandini Lee (Londres, 27 de maig de 1922 - Londres, 7 de juny de 2015) fou un prolífic actor anglès, conegut per la seva versatilitat quant a personatges. Va estar encasellat diversos anys en pel·lícules de terror en interpretar el comte Dràcula. Va continuar actiu fins al final de la seva vida, malgrat l'avançada edat que va aconseguir, i fins i tot durant la seva última dècada la seva carrera va rebre un renovat impuls amb papers en èxits de taquilla, com el de Saruman a les pel·lícules d'El Senyor dels Anells i El hobbit o el de comte Dooku en les preqüeles de Star Wars.
També va col·laborar en projectes musicals amb bandes com Rhapsody of Fire i Manowar, a més d'haver iniciat una nova carrera com a músic amb la seva pròpia banda de heavy/power metall simfònic Christopher Lee Charlemagne el 2010, amb quatre àlbums gravats. Aquest any va rebre el premi Spirit of Metall en els Globus d'Or. Fou Comandant de l'Orde de l'Imperi Britànic.

## Biografia
Va gaudir d'una infantesa acomodada i des de molt jove se sentí atret per la interpretació. I també va col·laborar en el grup italià de Power-Epic metal simfònic, Rhapsody of Fire com a rei-sacerdot medieval en les sagues que retracten els seus àlbums.
Molt interessat pels moviments polítics internacionals que es desenvoluparen en la seva joventut, amb divuit anys va anar com a voluntari en la Guerra d'Hivern, essent enviat a Finlàndia per ajudar a la defensa del país davant de la invasió de la Unió Soviètica. Acabada la guerra torna a Anglaterra i és allistat a la Royal Air Force, on hi combatrà contra els alemanys en la II Guerra Mundial.
Pel seu físic, començà en el cinema encarnant personatges secundaris normalment malvats o traïdors. D'aquest moment inicial en destaca el seu paper en una estimable pel·lícula bèl·lica: "La batalla del Riu de la Plata" (1956 de Michael Powell i Emeric Pressburger). Fou el 1958 quan la seva presència crida l'atenció de tots en participar en el film que inaugura tot un cicle de terror en el cinema britànic: "Dràcula (Horror of Dracula)" de Terence Fisher. Tot i l'enorme èxit del remake estrenat l'any anterior sobre el mite de Frankenstein, rodat per Lee juntament amb el mateix director (La maledicció de Frankenstein), aquesta serà la pel·lícula que el llenci a la fama. Després d'aquest Dràcula, comença a intervenir-hi en pel·lícules de la sèrie Dràcula (Dràcula, príncep de les tenebres el 1966), Dracula Has Risen from the Grave el 1968, Taste the Blood of Dracula, el 1969, etc.); Frankenstein (La venjança de Frankenstein el 1958, etc.); i similars (Ill Met by Moonlight el 1957, La mòmia el 1959, The City of the Dead el 1960…), aconseguint una gran popularitat, però patint també la monotonia del gènere.
En aquesta etapa treballà en gairebé tots els films del genial Terence Fisher per la Hammer (incloent-hi cintes que no eren de terror, com El gos dels Baskerville), però també amb alguns destacats realitzadors anglesos del gènere (Freddie Francis, Peter Sasdy…). A més, solia formar tàndem amb un altre actor que es fa cèlebre amb ell en aquell moment: Peter Cushing. Tanmateix, aquesta monotonia provocà que la seva espectacular manera d'interpretar, alhora que el seu adequat físic, el convertiren en una llegenda.
La dècada de 1970 suposà la decadència de la productora Hammer i de la seva manera d'entendre el gènere. Fou llavors quan començà a intervenir com a actor secundari en produccions de cinema i televisió d'irregular qualitat i acollida, pertanyents o no al gènere fantàstic. D'aquesta època en destaca "El comte Dràcula" en versió de Jesús Franco el 1969.
Tanmateix, també seguí col·laborant amb grans mestres del cinema com Billy Wilder, qui el feu interpretar a Mycroft en la seva pel·lícula "La vida privada de Sherlock Holmes" el 1970. I de nou va prendre part en una gran superproducció, aquesta vegada de la saga de James Bond: "L'home de la pistola d'or", on encarna el cèlebre Francisco Scaramanga, un dels més recordats rivals de 007, amb Roger Moore en el paper de Bond (1974). Més endavant donà vida al Comte Rochefort als "Els tres mosqueters" (1973, de Richard Lester), treballant al costat de diverses estrelles de Hollywood com Charlton Heston.
Dins del paper en què havia estat encasellat, donà vida a Rasputín en la sèrie televisiva homònima el 1977, dirigida per Don Sharp. Igualment encarnà el paper principal a la saga "Fu Manxú", el que incrementà la seva fama de "dolent" professional.
A la dècada de 1980 començà la seva decadència en el cinema, però sobrevisqué com a actor convidat o principal en telefilms i sèries de televisió, encarnant personatges detectivescs (tipus Sherlock Holmes), en produccions paròdiques o d'intriga. Tanmateix, continuà tenint aparicions reconegudes, com en la segona estrena de la saga Gremlins, amb Steven Spielberg, i en continuacions d'"Els tres mosqueters". Fins i tot interpretà un paper en l'última seqüela de la saga humorística "Boja Acadèmia de Policia". Poc després començà a col·laborar amb l'extravagant Tim Burton, que li donà petits papers en Sleepy Hollow i més endavant a Charlie i la Fàbrica de Xocolata o La núvia cadàver. A més, la seva fascinant i profunda veu, sumada a la seva perfecta vocalització, feu que li ofiren nombrosos papers de doblatge, ràdio o videojocs.
Però la seva espectacular tornada a la pantalla gran va ser el 2002, quan participa en la trilogia d'El Senyor dels Anells dirigida per Peter Jackson i en les que interpretà el paper del mag Sàruman. La crítica no estalvià lloances per la seva interpretació, que Lee justificà reconeixent haver estat des de jove un enamorat de l'obra de Tolkien i sentir especial fascinació per la figura d'aquest mag. També fou l'escollit per George Lucas per participar en les últimes dues pel·lícules de la saga de Star Wars, Episodi II L'ataca dels Clons i Episodi III La Venjança dels Sith, interpretant-hi el Comte Dooku. Del mateix mode, intervingué també en la segona entrega d'Els rius de color porpra.
En aquestes pel·lícules reprengué el seu paper de "dolent professional", però li permeteren adquirir un rècord: l'altíssima afluència de públic a aquestes famosíssimes sagues, sumant-hi els seus altres cèlebres papers, el convertiren en l'actor més vist de la història del cinema, per més que en moltes d'aquestes interpretacions donés vida a personatges secundaris.
A més d'això, també ajudà al grup estatunidenc de heavy metal Manowar, col·laborant-hi en la narració inicial del tema «King of Kings», de l'EP Sons of Odin.
També feu una incursió en el món de la música col·laborant amb el grup de power metal Rhapsody en els seus discs Symphony Of Enchanted Lands II: The Dark Secret i Triumph Or Agony, així com en l'Extended Play The magic of the wizard dreams.
A més, participà en el doblatge americà de Kingdom Hearts II, doblant-hi el personatge Diz.

## Vida privada
Lee va estar casat amb la model danesa Birgit Kroencke (també coneguda com Gitte Lee) des de 1961, que havia treballat per a Balenciaga, Chanel i Christian Dior. Van tenir una filla anomenada Christina Erika, nascuda a Suïssa el 23 de novembre de 1963.
Lee era cosí d'Ian Fleming, autor de les novel·les d'espionatge de James Bond, i l'actriu Harriet Walter és neboda seva.

### Mort
El matí del diumenge del 7 de juny del 2015, va morir al Westminster Hospital, al barri londinenc de Chelsea, centre on havia ingressat tres setmanes abans i on havia complert 93 anys, després de patir problemes respiratoris i insuficiència cardíaca. La seva dona va decidir endarrerir l'anunci públic de la mort del seu marit fins dijous 11 per avisar primer els familiars i amics més propers de l'actor.

## Filmografia
La seva filmografia començà el 1948 i finalitzà el 2011.
| Pel·lícules | Pel·lícules                                                                                                  | Pel·lícules                                     | Pel·lícules                              |
| Any         | Pel·lícula                                                                                                   | Paper                                           | Notes                                    |
| ----------- | --- | ----------------------------------------------- | ---------------------------------------- |
| 1948        | Corridor of Mirrors                                                                                          | Charles                                         |                                          |
| 1948        | One Night with You                                                                                           | Ajudant de Pirelli                              |                                          |
| 1948        | Hamlet | Spear Carrier                                   | No surt als crèdits                      |
| 1948        | Penny and the Pownall Case                                                                                   | Jonathan Blair                                  |                                          |
| 1948        | A Song of Tomorrow                                                                                           | Auguste                                         |                                          |
| 1948        | My Brother's Keeper                                                                                          | Segon Constable                                 |                                          |
| 1948        | Saraband for Dead Lovers                                                                                     | Bit Part                                        | No surt als crèdits                      |
| 1948        | Scott of the Antarctic                                                                                       | Bernard Day                                     |                                          |
| 1949        | Trottie True                                                                                                 | Bongo                                           |                                          |
| 1950        | They Were Not Divided                                                                                        | Chris Lewis                                     |                                          |
| 1950        | Prelude to Fame                                                                                              | Newsman                                         |                                          |
| 1951        | Valley of Eagles                                                                                             | Det. Holt                                       |                                          |
| 1951        | El capità Horatio Hornblower ((Captain Horatio Hornblower))                                                  | Capità espanyol                                 |                                          |
| 1952        | El temible burleta (The Crimson Pirate)                                                                      | Joseph                                          |                                          |
| 1952        | Top Secret                                                                                                   |                                                 | No surt als crèdits                      |
| 1952        | Paul Temple Returns                                                                                          | Sir Felix Raybourne                             |                                          |
| 1952        | Babes in Bagdad                                                                                              | Slave Dealer                                    |                                          |
| 1952        | Moulin Rouge                                                                                                 | Georges Seurat                                  |                                          |
| 1953        | Les vacances del Sr. Hulot                                                                                   |                                                 | No surt als crèdits                      |
| 1953        | Innocents in Paris                                                                                           | Tinent Whitlock                                 | No surt als crèdits                      |
| 1954        | Destination Milan                                                                                            | Svenson                                         |                                          |
| 1955        | Man in Demand                                                                                                |                                                 |                                          |
| 1955        | Crossroads                                                                                                   | The Ghost                                       |                                          |
| 1955        | Final Column                                                                                                 |                                                 |                                          |
| 1955        | That Lady | Capità                                          |                                          |
| 1955        | Police Dog                                                                                                   | Johnny                                          |                                          |
| 1955        | The Dark Avenger                                                                                             | Capità a la taverna                             | No surt als crèdits                      |
| 1955        | The Cockleshell Heroes                                                                                       | Comandant del submarí                           |                                          |
| 1955        | Tempesta sobre el Nil (Storm Over the Nile)                                                                  | Karaga Pasha                                    |                                          |
| 1956        | Alias John Preston                                                                                           | John Preston                                    |                                          |
| 1956        | Private's Progress                                                                                           | Ajudant del General von Linbeck                 | No surt als crèdits                      |
| 1956        | Port Afrique                                                                                                 | Franz Vermes                                    |                                          |
| 1956        | Més enllà de Mombasa (Beyond Mombasa)                                                                        | Gil Rossi                                       |                                          |
| 1956        | La batalla del riu de la plata (The Battle of the River Plate)                                               | Manolo                                          |                                          |
| 1957        | Ill Met by Moonlight                                                                                         | Oficial alemany                                 |                                          |
| 1957        | Fortune Is a Woman                                                                                           | Charles Highbury                                |                                          |
| 1957        | The Traitor                                                                                                  | Dr. Neumann                                     |                                          |
| 1957        | La maledicció de Frankenstein (The Curse of Frankenstein)                                                    | La criatura                                     |                                          |
| 1957        | Manuela | Veu                                             | No surt als crèdits                      |
| 1957        | Bitter Victory                                                                                               | Sgt. Barney                                     |                                          |
| 1957        | The Truth About Women                                                                                        | François                                        |                                          |
| 1958        | Una història de dues ciutats (A Tale of Two Cities)                                                          | Marquès St. Evremonde                           |                                          |
| 1958        | Dracula | Comte Dràcula                                   |                                          |
| 1958        | Battle of the V-1                                                                                            | Capità del camp de treballs                     |                                          |
| 1958        | Corridors of Blood                                                                                           | Resurrection Joe                                |                                          |
| 1959        | El gos dels Baskerville (The Hound of the Baskervilles)                                                      | Sir Henry                                       |                                          |
| 1959        | The Man Who Could Cheat Death                                                                                | Dr. Pierre Gerard                               |                                          |
| 1959        | The Treasure of San Teresa                                                                                   | Jaeger                                          |                                          |
| 1959        | La mòmia (The Mummy)                                                                                         | Kharis, la mòmia                                |                                          |
| 1959        | Tempi duri per i vampiri                                                                                     | Baró Roderico da Frankurten                     |                                          |
| 1960        | Too Hot to Handle                                                                                            | Novak                                           |                                          |
| 1960        | Beat Girl | Kenny                                           |                                          |
| 1960        | The City of the Dead                                                                                         | Prof. Alan Driscoll                             |                                          |
| 1960        | The Two Faces of Dr. Jekyll                                                                                  | Paul Allen                                      |                                          |
| 1960        | The Hands of Orlac                                                                                           | Nero                                            |                                          |
| 1961        | The Terror of the Tongs                                                                                      | Chung King                                      |                                          |
| 1961        | Xiscle de terror (Taste of Fear)                                                                             | Doctor Pierre Gerrard                           |                                          |
| 1961        | Das geheimnis der gelben Narzissen                                                                           | Ling Chu                                        |                                          |
| 1961        | Ercole al centro della terra                                                                                 | King Lico (Licos)                               |                                          |
| 1962        | Strangleholdd                                                                                                |                                                 |                                          |
| 1962        | The Puzzle of the Red Orchid                                                                                 | Capità Allerman                                 |                                          |
| 1962        | The Pirates of Blood River                                                                                   | Capità LaRoche                                  |                                          |
| 1962        | The Devil's Agent                                                                                            | Baró von Staub                                  |                                          |
| 1962        | Sherlock Holmes and the Deadly Necklace                                                                      | Sherlock Holmes                                 |                                          |
| 1963        | Katarsis | Mephistoles                                     |                                          |
| 1963        | La vergine di Norimberga                                                                                     | Erich                                           |                                          |
| 1963        | La frusta e il corpo                                                                                         | Kurt Menliff                                    |                                          |
| 1964        | Il castello dei morti vivi                                                                                   | Comte Drago                                     |                                          |
| 1964        | La cripta e l'incubo                                                                                         | Comte Ludwig Karnstein                          |                                          |
| 1964        | Els pirates del "diablo" (The Devil-Ship Pirates)                                                            | Capità Robeles                                  |                                          |
| 1964        | The Gorgon                                                                                                   | Prof. Karl Meister                              |                                          |
| 1965        | Dr. Terror's House of Horrors                                                                                | Franklyn Marsh                                  |                                          |
| 1965        | She | Billali                                         |                                          |
| 1965        | The Skull | Sir Matthew Phillips                            |                                          |
| 1965        | Ten Little Indians                                                                                           | Veu de "Mr. Owen"                               | No surt als crèdits                      |
| 1965        | El rostre de Fu Manxú (The Face of Fu Manchu)                                                                | Dr. Fu Manxú / Lee Tao                          |                                          |
| 1966        | Theatre of Death                                                                                             | Philippe Darvas                                 |                                          |
| 1966        | Dràcula, príncep de les tenebres (Dracula: Prince of Darkness)                                               | Comte Dracula                                   |                                          |
| 1966        | Rasputin: The Mad Monk                                                                                       | Grigori Rasputin                                |                                          |
| 1966        | Circus of Fear                                                                                               | Gregor                                          |                                          |
| 1966        | Les núvies de Fu Manxú (The Brides of Fu Manchu)                                                             | Fu Manxú                                        |                                          |
| 1967        | La venjança de Fu Manxú (The Vengeance of Fu Manchu)                                                         | Dr. Fu Manxú                                    |                                          |
| 1967        | La nit abrasadora (Night of the Big Heat)                                                                    | Godfrey Hanson                                  |                                          |
| 1967        | Five Golden Dragons                                                                                          | Dragon #4                                       |                                          |
| 1967        | Die Schlangengrube und das Pendel                                                                            | Comte Frederic Regula, Graf von Andomai         |                                          |
| 1968        | Curse of the Crimson Altar                                                                                   | Morley                                          |                                          |
| 1968        | La núvia del diable (The Devil Rides Out)                                                                    | Duc de Richleau                                 |                                          |
| 1968        | The Face of Eve                                                                                              | Coronel Stuart                                  |                                          |
| 1968        | The Blood of Fu Manchu                                                                                       | Fu Manxú                                        |                                          |
| 1968        | Dràcula torna de la tomba (Dracula Has Risen from the Grave)                                                 | Comte Dracula                                   |                                          |
| 1969        | The Castle of Fu Manchu                                                                                      | Fu Manxú                                        |                                          |
| 1969        | La caixa oblonga (The Oblong Box)                                                                            | Dr. J. Neuhart                                  |                                          |
| 1969        | The Magic Christian                                                                                          | Vampir del vaixell                              |                                          |
| 1970        | No paris de xisclar (Scream and Scream Again)                                                                | Fremont                                         |                                          |
| 1970        | Umbracle | The Man                                         |                                          |
| 1970        | The Bloody Judge                                                                                             | Lord George Jeffreys                            |                                          |
| 1970        | Comte Dracula                                                                                                | Comte Dracula                                   |                                          |
| 1970        | Taste the Blood of Dracula                                                                                   | Comte Dracula                                   |                                          |
| 1970        | Una altra vegada (One More Time)                                                                             | Comte Dracula                                   |                                          |
| 1970        | Julius Caesar                                                                                                | Artemidorus                                     |                                          |
| 1970        | Eugenie…The Story of Her Journey into Perversion                                                             | Dolmance                                        |                                          |
| 1970        | La vida privada de Sherlock Holmes (The Private Life of Sherlock Holmes)                                     | Mycroft Holmes                                  |                                          |
| 1970        | Les cicatrius de Dràcula (Scars of Dracula)                                                                  | Comte Dracula                                   |                                          |
| 1971        | The House That Dripped Blood                                                                                 | John Reid                                       | Segment: "Sweets to the Sweet"           |
| 1971        | I, Monster                                                                                                   | Dr. Charles Marlowe/Edward Blake                |                                          |
| 1971        | Hannie Caulder                                                                                               | Bailey                                          |                                          |
| 1972        | Death Line                                                                                                   | Stratton-Villiers, MI5                          |                                          |
| 1972        | Nit infernal (Nothing But the Night)                                                                         | Coronel Charles Bingham                         |                                          |
| 1972        | Dràcula 72 (Dracula AD 1972)                                                                                 | Comte Dracula                                   |                                          |
| 1973        | Dark Places                                                                                                  | Dr. Mandeville                                  |                                          |
| 1973        | The Creeping Flesh                                                                                           | James Hildern                                   |                                          |
| 1973        | The Satanic Rites of Dracula                                                                                 | Comte Dracula                                   |                                          |
| 1973        | Horror Express                                                                                               | Sir Alexander Saxton                            |                                          |
| 1973        | Els tres mosqueters (The Three Musketeers)                                                                   | Rochefort                                       |                                          |
| 1973        | The Wicker Man                                                                                               | Lord Summerisle                                 |                                          |
| 1974        | Els quatre mosqueters (The Four Musketeers)                                                                  | Rochefort                                       |                                          |
| 1974        | 007: L'home de la pistola d'Or (The Man with the Golden Gun)                                                 | Francisco Scaramanga                            |                                          |
| 1975        | Diagnosis: Murder                                                                                            | Dr. Stephen Hayward                             |                                          |
| 1975        | Le boucher, la star et l'orpheline                                                                           | Van Krig/Ell mateix                             |                                          |
| 1976        | The Keeper                                                                                                   | The Keeper                                      |                                          |
| 1976        | Killer Force                                                                                                 | Major Chilton                                   |                                          |
| 1976        | To the Devil a Daughter                                                                                      | Pare Michael Rayner                             |                                          |
| 1976        | Dracula and Son                                                                                              | Princep de la foscor                            |                                          |
| 1976        | Albino | Bill                                            |                                          |
| 1977        | Airport '77                                                                                                  | Martin Wallace                                  |                                          |
| 1977        | Meatcleaver Massacre                                                                                         | narrador                                        |                                          |
| 1977        | End of the World                                                                                             | Pare Pergado/Zindar                             |                                          |
| 1977        | Repartimenthip Invasions                                                                                     | Capità Rameses                                  |                                          |
| 1978        | Return from Witch Mountain                                                                                   | Victor                                          |                                          |
| 1978        | Caravans | Sardar Khan                                     |                                          |
| 1978        | Circle of Iron                                                                                               | Zetan                                           |                                          |
| 1979        | Pas perillós (The Passage)                                                                                   | Gypsy                                           |                                          |
| 1979        | Arabian Adventure                                                                                            | Alquazar                                        |                                          |
| 1979        | Nutcracker Fantasy                                                                                           | Oncle Drosselmeyer / Street Singer / Watchmaker | Veu                                      |
| 1979        | Jaguar Lives!                                                                                                | Adam Caine                                      |                                          |
| 1979        | L'illa de l'Ós (Bear Island)                                                                                 | Lechinski                                       |                                          |
| 1979        | 1941 | Capità Wolfgang von Kleinschmidt                |                                          |
| 1980        | Serial | Luckman Skull                                   |                                          |
| 1981        | La salamandra (The Salamander)                                                                               | Princep Baldasar                                |                                          |
| 1981        | Desperate Moves                                                                                              | Dr. Carl Boxer                                  |                                          |
| 1981        | Ull per ull (An Eye for an Eye)                                                                              | Morgan Canfield                                 |                                          |
| 1982        | Safari 3000                                                                                                  | Comte Borgia                                    |                                          |
| 1982        | The Last Unicorn                                                                                             | King Haggard                                    | Veu                                      |
| 1983        | New Magic | Mr. Kellar                                      |                                          |
| 1983        | The Return of Capità Invincible                                                                              | Mr. Midnight                                    |                                          |
| 1983        | La mansió de les ombres allargades (House of the Long Shadows)                                               | Corrigan                                        |                                          |
| 1984        | The Rosebud Beach Hotel                                                                                      | Mr. Clifford King                               |                                          |
| 1985        | Mask of Murder                                                                                               | Jonathan Rich                                   |                                          |
| 1985        | Howling II: Stirba - Werewolf Bitch                                                                          | Stefan Crosscoe                                 |                                          |
| 1986        | The Girl | Peter Storm                                     |                                          |
| 1987        | Shaka Zulu                                                                                                   | Lord Bathurst                                   |                                          |
| 1987        | Jocks | President White                                 |                                          |
| 1987        | Mio min Mio                                                                                                  | Kato                                            |                                          |
| 1988        | Dark Mission                                                                                                 | Luis Morel                                      |                                          |
| 1989        | Murder Story                                                                                                 | Willard Hope                                    |                                          |
| 1989        | La chute des aigles                                                                                          | Walter Strauss                                  |                                          |
| 1989        | El retorn dels mosqueters (The Return of the Musketeers)                                                     | Rochefort                                       |                                          |
| 1990        | The Rainbow Thief                                                                                            | Oncle Rudolf                                    |                                          |
| 1990        | L'Avaro | Cardinale Spinosi                               |                                          |
| 1990        | Honeymoon Academy                                                                                            | Lazos                                           |                                          |
| 1990        | Gremlins 2: la nova generació (Gremlins 2: The New Batch)                                                    | Doctor Catheter                                 |                                          |
| 1991        | Curse III: Blood Sacrifice                                                                                   | Doctor Pearson                                  |                                          |
| 1992        | Jackpot | Cedric                                          |                                          |
| 1992        | Kabuto | King Philip                                     |                                          |
| 1993        | El tren de la mort (Death Train)                                                                             | General Konstantin Benin                        |                                          |
| 1994        | Police Academy: Mission to Moscow                                                                            | Comandant Alexandrei Nikolaivich Rakov          |                                          |
| 1994        | Funny Man | Callum Chance                                   |                                          |
| 1994        | Flesh and Blood: The Hammer Heritage of Horror(documental)                                                   | Narrador                                        | (última col·laboració amb Peter Cushing) |
| 1995        | A Feast at Midnight                                                                                          | V. E. Longfellow, també conegut com Raptor      |                                          |
| 1996        | Welcome to the Discworld                                                                                     | Death                                           |                                          |
| 1996        | Els estúpids (The Stupids)                                                                                   | Evil Sender                                     |                                          |
| 1996        | Moisès (Moses)                                                                                               | Ramsès                                          |                                          |
| 1998        | Tale of the Mummy                                                                                            | Sir Richard Turkel                              |                                          |
| 1998        | Jinnah | Mohammed Ali Jinnah                             |                                          |
| 1999        | Sleepy Hollow                                                                                                | Burgomaster                                     |                                          |
| 2001        | El senyor dels anells: La germandat de l'anell (The Lord of the Rings: The Fellowship of the Ring)           | Saruman                                         |                                          |
| 2002        | Star Wars Episodi II: L'atac dels clons (Star Wars Episode II - Attack Of The Clones)                        | Comte Dooku / Darth Tyranus                     |                                          |
| 2002        | El senyor dels anells: Les dues torres (The Lord of the Rings: The Two Towers)                               | Saruman                                         |                                          |
| 2003        | El senyor dels anells: El retorn del rei (The Lord of the Rings: The Return of the King)                     | Saruman                                         |                                          |
| 2004        | Els rius de color porpra 2: Els àngels de l'apocalipsi (Les Rivières pourpres II: Les anges de l'apocalypse) | Heinrich von Garten                             |                                          |
| 2005        | The Adventures of Greyfriars Bobby                                                                           | The Lord Provost                                |                                          |
| 2005        | Star Wars Episodi III: La venjança dels Sith (Star Wars Episode III: Revenge of the Sith)                    | Comte Dooku / Darth Tyranus                     |                                          |
| 2005        | Charlie i la Fàbrica de Xocolata (Charlie and the Chocolate Factory)                                         | Dr. Wonka                                       |                                          |
| 2005        | La núvia cadàver (Corpse Bride)                                                                              | Pastor Galswells                                | Veu                                      |
| 2007        | La brúixola daurada (The Golden Compass)                                                                     | Primer alt conseller                            |                                          |
| 2008        | Star Wars: The Clone Wars                                                                                    | Comte Dooku                                     | Veu                                      |
| 2009        | The Heavy | Mr. Mason                                       |                                          |
| 2009        | Boogie Woogie                                                                                                | Alfred Rhinegold                                |                                          |
| 2009        | Triage | Joaquín Morales                                 |                                          |
| 2009        | Glorious 39                                                                                                  | Walter                                          |                                          |
| 2010        | Alice in Wonderland                                                                                          | Jabberwocky                                     | Veu                                      |
| 2010        | Season of the Witch                                                                                          | Cardenal D'Ambroise                             | postproducció                            |
| 2010        | The Resident                                                                                                 | August                                          | postproducció                            |
| 2010        | The Wicker Tree                                                                                              | Old Man                                         | postproducció                            |
| 2011        | Burke and Hare                                                                                               | Old Joseph                                      |                                          |
|             | Hugo (pel·lícula)                                                                                            |                                                 |                                          |

## Televisió
| Pel·lícules | Pel·lícules                                                    | Pel·lícules                 | Pel·lícules                                                    |
| Any         | Pel·lícula                                                     | Paper                       | Notes                                                          |
| ----------- | -------------------------------------------------------------- | --------------------------- | -------------------------------------------------------------- |
| 1955        | Moby Dick Rehearsed                                            | A Stage Manager/Flask       | Telefilm                                                       |
| 1955        | The Vise                                                       | Diferents papers            | Episodis: "Stronghold", "Price of Vanity", "The Final Column"  |
| 1955        | Tales of Hans Anderson                                         | Diferents papers            | Episodis: "Wee Willie Winkie", "The Cripple Boy"               |
| 1956        | Chevron of Fallen Repartiment                                  | Governor                    | Episodi: "Capità Kidd"                                         |
| 1956        | The Adventures of the Scarlet Pimpernel                        | Louis (No surt als crèdits) | Episodi: "The Elusive Chauvelin"                               |
| 1956        | Coronel March of Scotland Yard                                 | Jean-Pierre                 | Episodi: "At Night All Cats Are Grey"                          |
| 1953–1956   | Douglas Fairbanks, Jr., Presents                               | Diferents papers            | 13 Episodi                                                     |
| 1956        | Sailor of Fortune                                              | Diferents papers            | Episodi: "The Desert Hostages", "Stranger in Danger"           |
| 1956        | The Adventures of Aggie                                        | Inspector Hollis            | Episodi: "Cut Glass"                                           |
| 1957        | Errol Flynn Theater                                            | Diferents papers            | 4 Episodi                                                      |
| 1956–1957   | Assignment Foreign Legion                                      | Diferents papers            | Episodi: "As We Forgive", "The Anaya"                          |
| 1957        | The Gay Cavalier                                               | Coronel Jeffries            | Episodi: "The Lady's Dilemma"                                  |
| 1958        | O.S.S.                                                         | Dessinger                   | Episodi: "Operation Firefly"                                   |
| 1958        | Ivanhoe                                                        | Sir Otto                    | Episodi: "The German Knight"                                   |
| 1958        | White Hunter                                                   | Mark Caldwell               | Episodi: "This Hungry Hell"                                    |
| 1959        | The Adventures of William Tell                                 | Prince Erik                 | Episodi: "Manhunt"                                             |
| 1960        | Tales of the Vikings                                           | Norman Knight               | Episodi: "The Bull"                                            |
| 1961        | Alcoa Presents: One Step Beyond                                | Wilhelm Reitlinger          | Episodi: "The Sorcerer"                                        |
| 1964        | The Alfred Hitchcock Hour                                      | Karl Jorla                  | Episodi: "The Sign of Satan"                                   |
| 1967        | The Avengers                                                   | Professor Stone             | Episodi: "Never, Never Say Die"                                |
| 1969        | The Avengers                                                   | Coronel Mannering           | Episodi: "The Interrogators"                                   |
| 1969        | Light Entertainment Killers                                    |                             | Telefilm                                                       |
| 1973        | Poor Devil                                                     | Lucifer                     | Telefilm                                                       |
| 1973        | Great Mysteries                                                | Arnaud                      | Episodi: "The Leather Funnel"                                  |
| 1976        | Space: 1999                                                    | Capità Zandor               | Episodi: "Earthbound"                                          |
| 1978        | How the West Was Won                                           | The Grand Duke              | Minisèries TV                                                  |
| 1978        | The Pirate                                                     | Samir Al Fay                | Telefilm                                                       |
| 1979        | Captain America II: Death Too Soon                             | Miguel                      | Telefilm                                                       |
| 1980        | Once Upon a Spy                                                | Marcus Valorium             | Telefilm                                                       |
| 1980        | Charlie's Angels                                               | Dale Woodman                | Episodi: "Angel in Hiding"                                     |
| 1981        | Evil Stalks This House                                         | Host                        | Telefilm                                                       |
| 1981        | Goliath Awaits                                                 | John McKenzie               | Telefilm                                                       |
| 1982        | Massarati and the Brain                                        | Victor Leopold              | Telefilm                                                       |
| 1982        | Charles & Diana: A Royal Love Story                            | Prince Philip               | Telefilm                                                       |
| 1984        | The Far Pavilions                                              | Kakaji Rao                  | Minisèries TV                                                  |
| 1984        | Faerie Tale Theatre                                            | King Vladimir V             | Episodi: "The Boy Who Left Home to Find Out About the Shivers" |
| 1986        | Un métier du seigneur                                          | Fog                         | Telefilm                                                       |
| 1986        | The Disputation                                                | Rei Jaume d'Aragó           | Telefilm                                                       |
| 1986        | Shaka Zulu                                                     | Lord Bathurst               | Minisèries TV                                                  |
| 1989        | La volta al món en vuitanta dies (Around the World in 80 Days) | Stuart                      | Minisèries TV                                                  |
| 1989        | La Révolution française                                        | Sanson                      | Segment: "Les Années Terribles"                                |
| 1990        | The Care of Time                                               | Karlis Zander               | Telefilm                                                       |
| 1990        | L'illa del tresor (Treasure Island)                            | Blind Pew                   | Telefilm                                                       |
| 1991        | Incident at Victoria Falls                                     | Sherlock Holmes             | Telefilm                                                       |
| 1992        | Sherlock Holmes and the Leading Lady                           | Sherlock Holmes             | Telefilm                                                       |
| 1992        | The Young Indiana Jones Chronicles                             | Comte Ottokar Graf Czerin   | Episodi: "Austria, March 1917"                                 |
| 1992        | Double Vision                                                  | Mr. Bernard                 | Telefilm                                                       |
| 1993        | Death Train                                                    | General Konstantin Benin    | Telefilm                                                       |
| 1995        | The Tomorrow People                                            | Rameses                     | 5 episodis                                                     |
| 1995        | Moses (telefilm)                                               | Ramses                      | Telefilm                                                       |
| 1996        | Sorellina e il principe del sogno                              | Azaret                      | Telefilm                                                       |
| 1997        | Ivanhoe                                                        | Lucas de Beaumanoir         | Minisèries TV                                                  |
| 1997        | Soul Music                                                     | Death                       | sèrie TV                                                       |
| 1997        | Wyrd Sisters                                                   | Death                       | Minisèries TV                                                  |
| 1997        | The Odyssey                                                    | Tiresias                    | Minisèries TV                                                  |
| 1997–1998   | The New Adventures of Robin Hood                               | Olwyn                       | 6 episodis                                                     |
| 1996–1999   | Blue Heelers                                                   | Richard                     | 4 episodis                                                     |
| 2000        | Gormenghast                                                    | Flay                        | Minisèries TV                                                  |
| 2000        | In the Beginning                                               | Rameses I                   | Telefilm                                                       |
| 2000        | Ghost Stories for Christmas                                    | M. R. James                 | Minisèries TV                                                  |
| 2001        | Les Redoutables                                                | Death                       | Segment: "Confession"                                          |
| 2005        | El Papa Joan Pau II (Pope John Paul II)                        | Cardenal Stefan Wyszynski   | Minisèries TV                                                  |
| 2008        | The Colour of Magic                                            | Death                       | (veu)                                                          |

## Vídeojocs
| Vídeojoc | Vídeojoc                                                                          | Vídeojoc                          | Vídeojoc |
| Any      | Títol                                                                             | Paper                             | Notes    |
| -------- | --------------------------------------------------------------------------------- | --------------------------------- | -------- |
| 1994     | Ghosts                                                                            | Dr. Marcus Grimalkin / Ell mateix |          |
| 1999     | The Rocky Horror Picture Show                                                     | Narrador                          |          |
| 2001     | Conquest: Frontier Wars                                                           | Anvil / Headquarters              |          |
| 2002     | The Lord of the Rings: The Two Towers                                             | Saruman                           |          |
| 2003     | Freelancer                                                                        |                                   |          |
| 2003     | The Lord of the Rings: The Return of the King                                     | Saruman                           |          |
| 2004     | EverQuest II                                                                      | Lucan D'Lere                      |          |
| 2004     | GoldenEye: Rogue Agent                                                            | Francisco Scaramanga              |          |
| 2004     | The Lord of the Rings: The Third Age                                              | Saruman                           |          |
| 2004     | The Lord of the Rings: The Battle for Middle-Earth                                | Saruman                           |          |
| 2005     | Lego Star Wars: The Video Game                                                    | Comte Dooku                       |          |
| 2005     | Star Wars Episodi III: Revenge of the Sith                                        | Comte Dooku                       |          |
| 2005     | Kingdom Hearts II                                                                 | Ansem the Wise                    |          |
| 2006     | The Lord of the Rings: The Battle for Middle-earth II: The Rise of the Witch-king | Saruman                           |          |
| 2009     | Kingdom Hearts 358/2 Days                                                         | Ansem the Wise                    |          |
| 2009     | Star Wars Battlefront: Elite Squadron                                             | Comte Dooku                       |          |
| 2010     | Kingdom Hearts Birth by Sleep                                                     | Ansem the Wise                    |          |